# William Levitt
William Levitt (ur. 11 lutego 1907, zm. 28 stycznia 1994) – amerykański agent nieruchomości, zwany "królem przedmieści". Syn żydowskich emigrantów, pracował w założonej w 1929 przez jego ojca agencji nieruchomości Levitt & Sons. Uznany za twórcę amerykańskich osiedli mieszkaniowych na peryferiach wielkich miast, których gwałtowny rozwój nastąpił w latach 50. XX wieku. Umieszczony na liście Time 100: Najważniejsi ludzie stulecia.